# Pedro Arispe
Pedro Arispe   (Montevideo, 30 de setembre de 1900 - Montevideo, 4 de maig de 1960), anomenat El Indio, fou un jugador de futbol uruguaià, guanyador de dues medalles olímpiques d'or.
Membre del Rampla Juniors Fútbol Club entre 1919 i 1937, va jugar més de 300 partits en el Campionat uruguaià de futbol, aconseguint el títol l'any 1927 i esdevenint finalista el 1932. També va jugar amb els equips amateurs Belgrano Oriental, Reformers and Albion del Cerro.
Va jugar 19 partits amb la selecció de futbol de l'Uruguai, amb la qual va aconseguir guanyar la medalla d'or en els Jocs Olímpics d'Estiu de 1924 realitzats a París (França) i en els Jocs Olímpics d'Estiu de 1928 realitzats a Amsterdam (Països Baixos). Així mateix també aconseguí guanyar la Copa Amèrica de futbol l'any 1924.
En la Copa del Món de futbol de 1930 disputada a l'Uruguai, i en la qual la selecció uruguaiana aconseguí el títol, fou assistent de l'entrenador Alberto Suppici.